# Vlag van Lille (België)
De vlag van Lille werd door de gemeenteraad op 9 oktober 1985 officieel vastgesteld als de gemeentelijke vlag van de Antwerpse gemeente Lille. Op 2 december 1985 werd hij door het Bestuur van Vlaanderen bevestigd en uiteindelijk gepubliceerd op 8 juli 1986 in het officiële Belgisch Staatsblad.
Officieel wordt de vlag beschreven als:
Drie banen van blauw, van geel en van blauw, lengteverhouding 1 : 2 : 1 met op het midden het gemeentewapen.
Het wapen staat in de middelste verticale baan van de gemeentelijke vlag. De kleuren van de vlag zijn, net als in het wapen, blauw met geel. Het wapenschild bestaat uit een Sint-Pieter houdende een sleutel in de rechterhand, in goud.

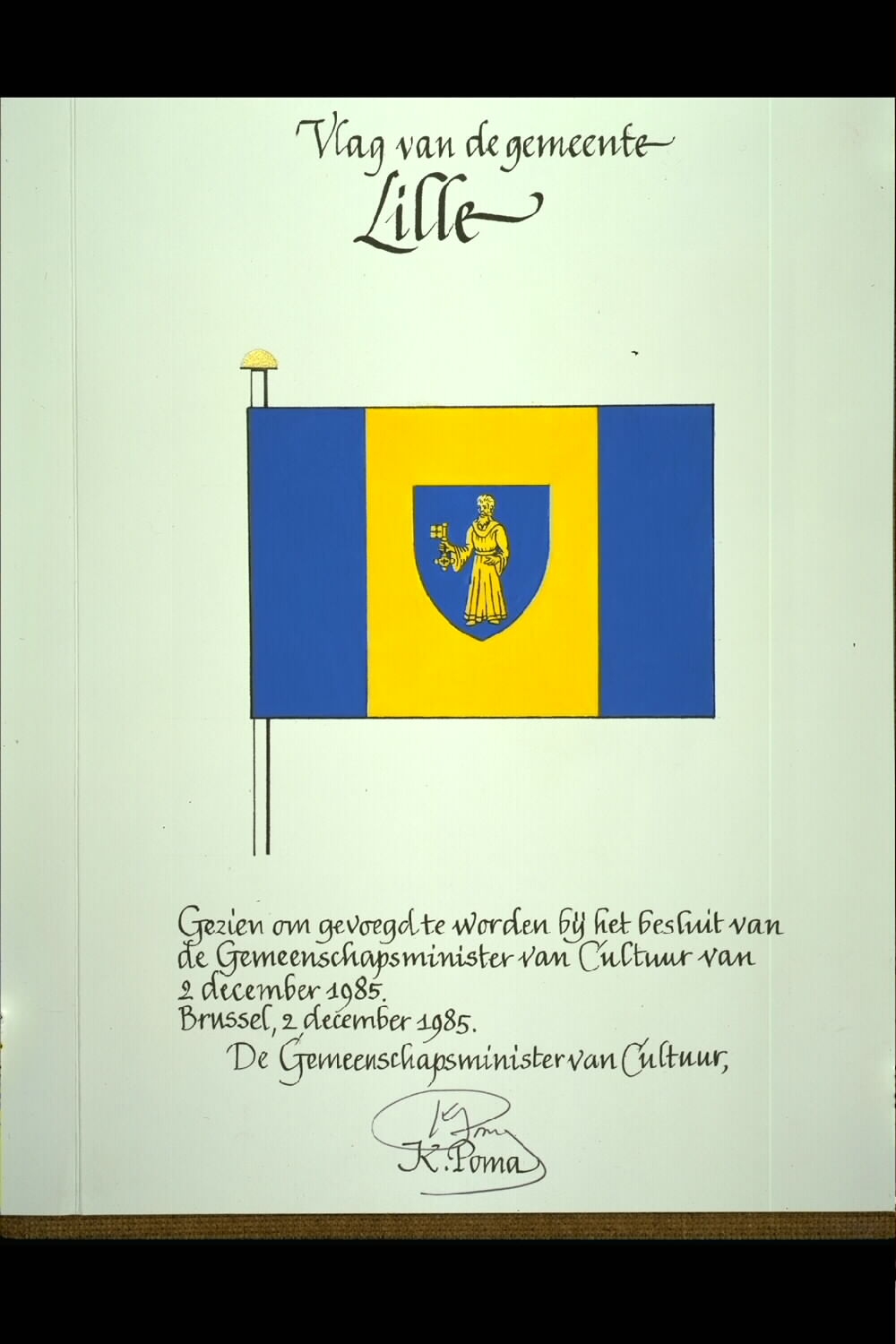
Ontwerp vlag getekend door Karel Poma